# Bistum Lamezia Terme
Das Bistum Lamezia Terme (lat.: Dioecesis Neocastrensis, ital.: Diocesi di Lamezia Terme) ist eine in Italien gelegene römisch-katholische Diözese mit Sitz in Lamezia Terme. 

## Geschichte
Das Bistum Nicastro wurde im 6. Jahrhundert  errichtet. Es wurde dem Erzbistum Reggio Calabria als Suffraganbistum unterstellt. 
Am 5. Juli 1818 wurde dem Bistum Nicastro durch Papst Pius VII. mit der Apostolischen Konstitution De utiliori das Territorium des aufgelösten Bistums Martirano angegliedert. Das Bistum Nicastro wurde am 30. September 1986 durch die Kongregation für die Bischöfe mit dem Dekret Instantibus votis in Bistum Lamezia Terme umbenannt. Das Bistum Lamezia Terme wurde am 30. Januar 2001 dem Erzbistum Catanzaro-Squillace als Suffraganbistum unterstellt.

## Einzelnachweise

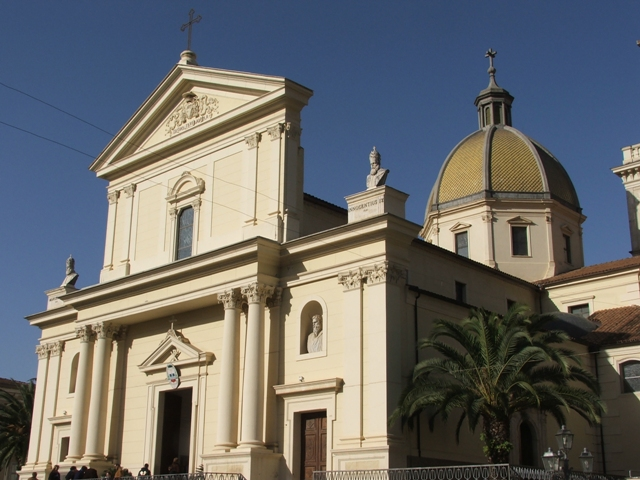
Kathedrale Pietro e Paolo in Lamezia Terme